# Silvio Bergia
Silvio Bergia (Bologna, 8 marzo 1935 – Bologna, 12 aprile 2023) è stato un fisico italiano, maggiormente conosciuto per i suoi contributi ai fondamenti della meccanica quantistica e della relatività generale.

## Biografia
Si laureò nel 1958 in Fisica all'Università di Bologna. Nel biennio 1962-63 perfezionò la sua preparazione presso l’Imperial College di Londra. Svolse attività di ricerca anche presso il CERN di Ginevra. Ricercatore dell'INFN (Istituto Nazionale di Fisica Nucleare) nell'ambito della fisica delle particelle elementari, nel 1983 venne nominato professore di fisica teorica presso l'ateneo bolognese. Successivamente si dedicò allo studio dei fondamenti della meccanica quantistica e della relatività generale.

## Opere
- con Angelo Baracca, La spirale delle alte energie - Aspetti politici e logica di sviluppo della fisica delle particelle elementari, Bompiani, Milano 1975.
- Einstein e la relatività, Laterza, Bari 1978.
- Dal cosmo immutabile all’universo in evoluzione, Bollati Boringhieri, Torino 1995.
- Einstein - Quanti e relatività. Una svolta nella fisica teorica, Le Scienze, Milano 1997.
- con Giorgio Dragoni e Giovanni Gottardi, Dizionario biografico degli scienziati e dei tecnici, Zanichelli, Bologna 1999.
- Dialogo sul sistema dell’universo, McGraw-Hill Education, Milano 2003.
- con Alessandro Paolo Franco, Le strutture dello spaziotempo vol. I, CLUEB, Bologna 2001.
- con Alessandro Paolo Franco, Le strutture dello spaziotempo vol. II, CLUEB, Bologna 2004.
- Fisica moderna - Relatività e fisica delle particelle elementari, Carocci, Roma 2009.
- Einstein - Le père du temps moderne, Belin, Parigi 2017.
- con Giorgio Dragoni, Fisica: Storia, Scienza e Società, Aracne, Roma 2018.